# Anthony Peguero
Anthony Peguero ist ein US-amerikanischer Soziologe und Kriminologe, der als Professor an der Arizona State University forscht und lehrt. In der Wahlzeit 2023/24 amtierte er als Präsident der Academy of Criminal Justice Sciences (ACJS).

## Werdegang und Wirken
Peguero machte 1997 einen Bachelor-Abschluss im Fach Soziologie und 1998 einen weiteren Bachelor-Abschluss im Fach Englisch, 2001 einen Master-Examen in Vergleichender Soziologie und 2002 ein weiteres Master-Examen im Fach Strafrecht – alles an der Florida International University. 2006 folgte seine Promotion zum Ph.D. in Soziologie an der University of Miami.
Nach der Promotion war Peguero bis 2011 Assistant Professor für Soziologie an der Miami University und wechselte dann 2011 als Assistant Professor für Soziologie und Kriminologie an die Virginia Tech. Dort war er ab 2014 Associate Professor und ab 2020 Full Professor. 2012 ging er an die Arizona State University, wo er Professor für Kriminologie und Strafrecht ist.
Zu den Schwerpunkten seiner Forschung gehören die Integrationsschwierigkeiten von Migrantenkindern sowie der Nachweis, dass soziale Ungleichheit für soziologische und kriminologische Theorien zum Verständnis und zur Bekämpfung von Jugendkriminalität von zentraler Bedeutung ist.